# ANGPTL3
Ангиопоэтин-подобный белок 3 (англ. angiopoietin-related protein 3; ANGPTL3) — белок плазмы крови семейства ангиопоэтин-подобных белков, продукт гена человека ANGPTL3.

## Функции
Ангиопоэтин-подобный белок 3 действует как двойной ингибитор липопротеинлипазы и эндотелиальной липазы и, таким образом, увеличивает уровень триглицеридов плазмы и холестерина липопротеинов высокой плотности. Участвует в клеточной миграции и адгезии эндотелиальных клеток.  

## Структура
Белок состоит из 444 аминокислот, молекулярная масса — 53,6 кДа. Белок включает C-конечный фибриноген-подобный домен. 
Взаимодействует с бетатрофином (ANGPTL8).

## Тканевая специфичность
ANGPTL3 практически исключительно продуцируется клетками печени, низкий уровень экспрессии обнаружен также в почках. Секретируется в кровь.

## В патологии
У человека ANGPTL3 является фактором, определяющим уровень липопротеинов высокой плотности и коррелирует с уровнем холестерина липопротеинов высокой плотности. 
Мутации гена, вызывающие нарушение функции белка, приводят к сниженному уровню холестерина липопротеинов низкой плотности в гетерозиготном состоянии. У гомозигот такие мутации вызывают низкий уровень холестерина ЛПНП и ЛПВП и триглицеридов, так называемую наследственную комбинированную гиполипидемию.